# Ster Elektrotoer 2005
Lo Ster Elektrotoer 2005, diciannovesima edizione della corsa, si svolse dal 15 al 18 giugno su un percorso di 640 km ripartiti in 5 tappe, con partenza da Schijndel e arrivo a Eindhoven. Fu vinto dal tedesco Stefan Schumacher della squadra Shimano-Memory Corp davanti al belga Nick Nuyens e all'olandese Laurens ten Dam.

## Tappe
| Tappa  | Data      | Percorso                        | km  | Vincitore di tappa | Leader cl. generale |
| ------ | --------- | ------------------------------- | --- | ------------------ | ------------------- |
| 1ª     | 15 giugno | Schijndel > Nuth                | 124 | Enrico Degano      | Enrico Degano       |
| 2ª     | 15 giugno | Nuth > Nuth (cron. individuale) | 11  | Michael Rich       | Michael Rich        |
| 3ª     | 16 giugno | Sittard-Geleen > Valkenburg     | 181 | Jukka Vastaranta   | Nick Nuyens         |
| 4ª     | 17 giugno | Verviers > Jalhay               | 189 | Erwin Thijs        | Nick Nuyens         |
| 5ª     | 18 giugno | Buchten > Eindhoven             | 135 | Enrico Degano      | Stefan Schumacher   |
| Totale | Totale    | Totale                          | 640 |                    |                     |

## Dettagli delle tappe

### 1ª tappa
- 15 giugno: Schijndel > Nuth – 124 km

| Pos. | Corridore       | Squadra    | Tempo    |
| ---- | --------------- | ---------- | -------- |
| 1    | Enrico Degano   | Barloworld | 3h08'14" |
| 2    | David Kopp      | Wiesenhof  | s.t.     |
| 3    | Filippo Pozzato | Quick Step | s.t.     |

| Pos. | Corridore       | Squadra    | Tempo    |
| ---- | --------------- | ---------- | -------- |
| 1    | Enrico Degano   | Barloworld | 3h08'08" |
| 2    | David Kopp      | Wiesenhof  | a 2"     |
| 3    | Filippo Pozzato | Quick Step | a 4"     |

### 2ª tappa
- 15 giugno: Nuth > Nuth (cron. individuale) – 11 km

| Pos. | Corridore     | Squadra      | Tempo  |
| ---- | ------------- | ------------ | ------ |
| 1    | Michael Rich  | Gerolsteiner | 13'08" |
| 2    | Nick Nuyens   | Quick Step   | a 9"   |
| 3    | Thomas Dekker | Rabobank     | a 14"  |

| Pos. | Corridore     | Squadra      | Tempo    |
| ---- | ------------- | ------------ | -------- |
| 1    | Michael Rich  | Gerolsteiner | 3h21'22" |
| 2    | Nick Nuyens   | Quick Step   | a 9"     |
| 3    | Thomas Dekker | Rabobank     | a 14"    |

### 3ª tappa
- 16 giugno: Sittard-Geleen > Valkenburg – 181 km

| Pos. | Corridore         | Squadra     | Tempo    |
| ---- | ----------------- | ----------- | -------- |
| 1    | Jukka Vastaranta  | Rabobank    | 4h21'34" |
| 2    | Stefan van Dijk   | MrBookmaker | s.t.     |
| 3    | Stefan Schumacher | Shimano     | s.t.     |

| Pos. | Corridore         | Squadra    | Tempo    |
| ---- | ----------------- | ---------- | -------- |
| 1    | Nick Nuyens       | Quick Step | 7h43'05" |
| 2    | Stefan Schumacher | Shimano    | a 1"     |
| 3    | Laurens ten Dam   | Shimano    | a 24"    |

### 4ª tappa
- 17 giugno: Verviers > Jalhay – 189 km

| Pos. | Corridore     | Squadra     | Tempo    |
| ---- | ------------- | ----------- | -------- |
| 1    | Erwin Thijs   | MrBookmaker | 4h43'10" |
| 2    | David Kopp    | Wiesenhof   | a 14"    |
| 3    | Roger Beuchat | Barloworld  | a 18"    |

| Pos. | Corridore         | Squadra    | Tempo     |
| ---- | ----------------- | ---------- | --------- |
| 1    | Nick Nuyens       | Quick Step | 12h26'46" |
| 2    | Stefan Schumacher | Shimano    | a 1"      |
| 3    | Laurens ten Dam   | Shimano    | a 24"     |

### 5ª tappa
- 18 giugno: Buchten > Eindhoven – 135 km

| Pos. | Corridore         | Squadra      | Tempo    |
| ---- | ----------------- | ------------ | -------- |
| 1    | Enrico Degano     | Barloworld   | 2h48'21" |
| 2    | Robert Förster    | Gerolsteiner | s.t.     |
| 3    | Sebastian Siedler | Wiesenhof    | s.t.     |

| Pos. | Corridore         | Squadra    | Tempo     |
| ---- | ----------------- | ---------- | --------- |
| 1    | Stefan Schumacher | Shimano    | 15h15'06" |
| 2    | Nick Nuyens       | Quick Step | a 1"      |
| 3    | Laurens ten Dam   | Shimano    | a 25"     |

## Classifiche finali

### Classifica generale
| Pos. | Corridore         | Squadra                 | Tempo     |
| ---- | ----------------- | ----------------------- | --------- |
| 1    | Stefan Schumacher | Shimano-Memory Corp     | 15h15'06" |
| 2    | Nick Nuyens       | Quick Step              | a 1"      |
| 3    | Laurens ten Dam   | Shimano-Memory Corp     | a 25"     |
| 4    | Filippo Pozzato   | Quick Step              | a 26"     |
| 5    | Marcel Strauss    | Gerolsteiner            | a 31"     |
| 6    | Christian Knees   | Team Wiesenhof          | a 35"     |
| 7    | Maxime Monfort    | Landbouwkrediet-Colnago | a 36"     |
| 8    | Bert De Waele     | Landbouwkrediet-Colnago | s.t.      |
| 9    | Piet Rooijakkers  | AXA Pro-Cycling Team    | a 39"     |
| 10   | Steven de Jongh   | Rabobank                | a 40"     |